# Фаренцхаузен
Фаренцхаузен (нем. Fahrenzhausen) — община в Германии, в земле Бавария. 
Подчиняется административному округу Верхняя Бавария. Входит в состав района Фрайзинг.  Население составляет 4624 человека (на 31 декабря 2010 года). Занимает площадь 37,64 км².